# Smoke (Better Call Saul)
"Smoke" es el primer episodio de la cuarta temporada de la serie de televisión de AMC Better Call Saul, serie derivada de Breaking Bad. El episodio se emitió el 6 de agosto de 2018 en AMC en los Estados Unidos. Fuera de los Estados Unidos, el episodio se estrenó en el servicio de transmisión Netflix en varios países.

## Premisa

### Apertura
En un flashforward, "Gene Takavic" colapsa en el Cinnabon donde trabaja y es llevado al hospital, pero lo dan de alta después de que los médicos confirmaran que no sufrió un ataque al corazón. Cuando Gene se va, la recepcionista lo detiene para obtener información de facturación. Tiene dificultades para procesar la identificación de Gene, lo que lo vuelve aprensivo, pero rápidamente se da cuenta de su error y lo corrige. Gene toma un taxi hasta el centro comercial, donde está estacionado su automóvil, pero se inquieta cuando ve que el conductor hace contacto visual y reconoce un ambientador de los Isótopos de Albuquerque en el espejo retrovisor. Pide que lo dejen salir antes de llegar al centro comercial, luego camina rápida y ansiosamente alrededor de la esquina y fuera de la vista del conductor.

### Historia principal
Howard llama a Jimmy y Kim para informarles sobre el incendio en la casa de Chuck y llegan cuando se llevan el cuerpo de Chuck. Jimmy ve los electrodomésticos fuera de su casa y se da cuenta de que sus síntomas de hipersensibilidad electromagnética regresaron. Cae en una profunda depresión de la que Kim intenta ayudarlo a recuperarse. Howard asume la responsabilidad de organizar el funeral de Chuck.
Mike recibe su primer pago de Madrigal Electromotive como consultor de seguridad contratado, que Gus arregló para lavar el dinero que le robó de los Salamanca. Aunque estaba destinado a ser una transacción en papel, Mike, robando una identificación, ingresa a una instalación de Madrigal, realiza una auditoría detallada y entrega los resultados al gerente con instrucciones para que Lydia Rodarte-Quayle sepa que estuvo allí.
Siguiendo el consejo de Mike, después del derrame cerebral de Héctor Salamanca, Nacho toma las cápsulas falsas que contienen ibuprofeno de Héctor y las reemplaza con la nitroglicerina real de Héctor. Intenta deshacerse de las falsificaciones, pero es interrumpido por Gus, quien dice que necesitan reunirse con Juan Bolsa. Juan pone a Nacho y Arturo al frente de la operación Salamanca por el momento. Luego, Nacho conduce hasta un puente y tira las falsificaciones, sin saber que Víctor lo ha seguido.
Varios de los amigos y socios de Chuck asisten a su funeral y le dan el pésame a Jimmy. Después del servicio, Howard les dice a Jimmy y Kim que cree que él es responsable de la muerte de Chuck porque obligó a Chuck a dejar HHM después de que aumentara la prima de su seguro por negligencia. Jimmy, al saberlo, oculta su papel en la causa del aumento, deja que Howard asume la culpa e inmediatamente recupera su comportamiento despreocupado.

## Producción
En la escena inicial, Saul está en su lugar de trabajo, una tienda de Cinnabon dentro de un centro comercial. Aunque ambientado en Omaha, Nebraska, el flash-forward fue filmado en el Cottonwood Mall en Albuquerque, Nuevo México. El episodio marca la primera aparición de Jeff, interpretado por Don Harvey.

## Recepción
"Smoke" recibió elogios de la crítica. En Rotten Tomatoes, obtuvo una calificación perfecta del 100 % con una puntuación promedio de 8.76/10 basada en 17 reseñas. El consenso del sitio dice: "'Smoke inicia la cuarta temporada de Better Call Saul al cambiar finalmente la inquietante transición de Jimmy a Saul a toda velocidad". Matt Fowler de IGN le dio a "Smoke" una crítica positiva, con una calificación de 8.3 / 10.0 escribiendo: "Es un capítulo pesado y reflexivo que se basa fácilmente en el silencio para crear tanto suspenso como tristeza".

### Ratings
"Smoke" fue visto por 1,77 millones de espectadores en los Estados Unidos en su fecha de emisión original, menos que el final de la tercera temporada que atrajo a 1,85 millones de espectadores estadounidenses.